# Kays Ruiz
Kays Ruiz-Atil (Lyon, Francia, 26 de agosto de 2002) es un futbolista francés que juega de centrocampista en el Francs Borains de la Segunda División de Bélgica.

## Trayectoria

### Inicios de su carrera
Kays nació en Lyon, Francia, pero sus padres tenían nacionalidad marroquí. Debutó en el año 2006 a sus 4 años en las inferiores de su país natal.  Kays jugó en las categorías inferiores del CF Can Vidalet, España (Esplugues Del Llobregat). Y luego se traspasó por un par de meses al Olympique de Lyon. Él llamó la atención de La Masia, que lo llamó a los 7 años para que se vaya a vivir a Barcelona y jugar en el F. C. Barcelona. Pero en 2015, luego de que el F. C. Barcelona sufriera el castigo de no poder comprar jugadores menores de edad, se fue al Paris Saint-Germain F. C. juvenil.

### Paris Saint Germain
Debutó con el Paris Saint-Germain F. C. en un amistoso contra el Le Havre A. C. que el conjunto parisino ganó 9-0. Hizo otra aparición en un amistoso el 17 de julio contra Waasland-Beveren en el que ganaron por 7-0.
En julio de 2021 regresó al F. C. Barcelona para jugar en su filial. Firmó para las tres siguientes temporadas, más dos opcionales. Sin embargo, el 11 de mayo de 2022, antes de acabar la primera de ellas, el club le rescindió el contrato.
Tras esta segunda etapa en Barcelona volvió a Francia, incorporándose al A. J. Auxerre para la temporada 2022-23. El 12 de julio de 2023 fue rescindido de su contrato por parte del club.
En mayo de 2024, tras casi un año sin equipo, fichó por el Francs Borains para la campaña 2024-25.

## Selección nacional
Nacido en Francia pero con orígenes marroquíes, podía jugar con cualquiera de las dos selecciones. Fue seleccionado en agosto de 2017 para jugar el Mundial sub-17 de la India 2017 pero luego del Mundial decidió jugar con la selección de Marruecos sub-17.

## Estadísticas

### Clubes
Actualizado al último partido disputado el 12 de marzo de 2022.
| Club                              | Div.          | Temporada     | Liga  | Liga  | Copas nacionales | Copas nacionales | Copas internacionales | Copas internacionales | Total | Total |
| Club                              | Div.          | Temporada     | Part. | Goles | Part.            | Goles            | Part.                 | Goles                 | Part. | Goles |
| --------------------------------- | ------------- | ------------- | ----- | ----- | ---------------- | ---------------- | --------------------- | --------------------- | ----- | ----- |
| Paris Saint-Germain F. C. Francia | 1.ª           | 2020-21       | 7     | 0     | 0                | 0                | 0                     | 0                     | 7     | 0     |
| Paris Saint-Germain F. C. Francia | Total club    | Total club    | 7     | 0     | 0                | 0                | 0                     | 0                     | 7     | 0     |
| F. C. Barcelona "B" · España      | 1.ª RFEF      | 2021-22       | 11    | 0     | ―                | ―                | ―                     | ―                     | 11    | 0     |
| F. C. Barcelona "B" · España      | Total club    | Total club    | 11    | 0     | 0                | 0                | 0                     | 0                     | 11    | 0     |
| Total carrera                     | Total carrera | Total carrera | 18    | 0     | 0                | 0                | 0                     | 0                     | 18    | 0     |